# Dave Krusen
Dave Krusen, född 10 mars 1966 i Tacoma, Washington, USA, är en amerikansk trummis mest känd för sin medverkan på rockbandet Pearl Jams debutalbum Ten från 1991. Han har även spelat med banden Hovercraft, Candlebox och Unified Theory.